# Region Huánuco
Die Region Huánuco [ˈwanuko] (span. Región Huánuco, Departamento de Huánuco, Quechua Wanuku suyu) ist eine Verwaltungsregion in Peru. Sie liegt in den Anden von Zentral-Peru. Auf einer Fläche von 36.848,85 km² lebten im Jahr 2015 860.500 Menschen. Verwaltungssitz ist die Stadt Huánuco.

## Geographie
Die vergletscherte Gebirgsgruppe Huayhuash in der peruanischen Westkordillere liegt im äußersten Westen der Region. Deren höchster Berg ist der Yerupajá, mit 6632 Metern zweithöchster Berg Perus. Das obere Einzugsgebiet des Río Marañón erstreckt sich über den Westen von Huánuco. Der Río Huallaga durchfließt den zentralen Teil der Region in nördlicher Richtung und passiert dabei die Hauptstadt. Die im Osten gelegene Provinz Puerto Inca wird vom Río Pachitea, einem Nebenfluss des Río Ucayali, entwässert.

## Provinzen
Die Region Huánuco ist in elf Provinzen mit insgesamt 77 Distrikten unterteilt.
| Provinz       | Hauptstadt  |
| ------------- | ----------- |
| Ambo          | Ambo        |
| Dos de Mayo   | La Unión    |
| Huacaybamba   | Huacaybamba |
| Huamalíes     | Llata       |
| Huánuco       | Huánuco     |
| Lauricocha    | Jesús       |
| Leoncio Prado | Tingo María |
| Marañón       | Huacrachuco |
| Pachitea      | Panao       |
| Puerto Inca   | Puerto Inca |
| Yarowilca     | Chavinillo  |